# Víctor Benítez
Víctor Benítez   (Lima, 20 d'octubre de 1935 - Milà, 11 de juliol de 2022) fou un futbolista peruà de la dècada de 1960.
Fou 11 cops internacional amb la selecció del Perú.
Pel que fa a clubs, defensà els colors d'Alianza Lima, Boca Juniors, i a diversos clubs italians com AC Milan, AS Roma i Inter de Milà.
Va jugar com a titular la final de la Copa d'Europa de 1963, que el Milan va guanyar contra el SL Benfica per 2 a 1 a l'estadi de Wembley a Londres, i que representà la primera victòria italiana en la competició.

## Referències

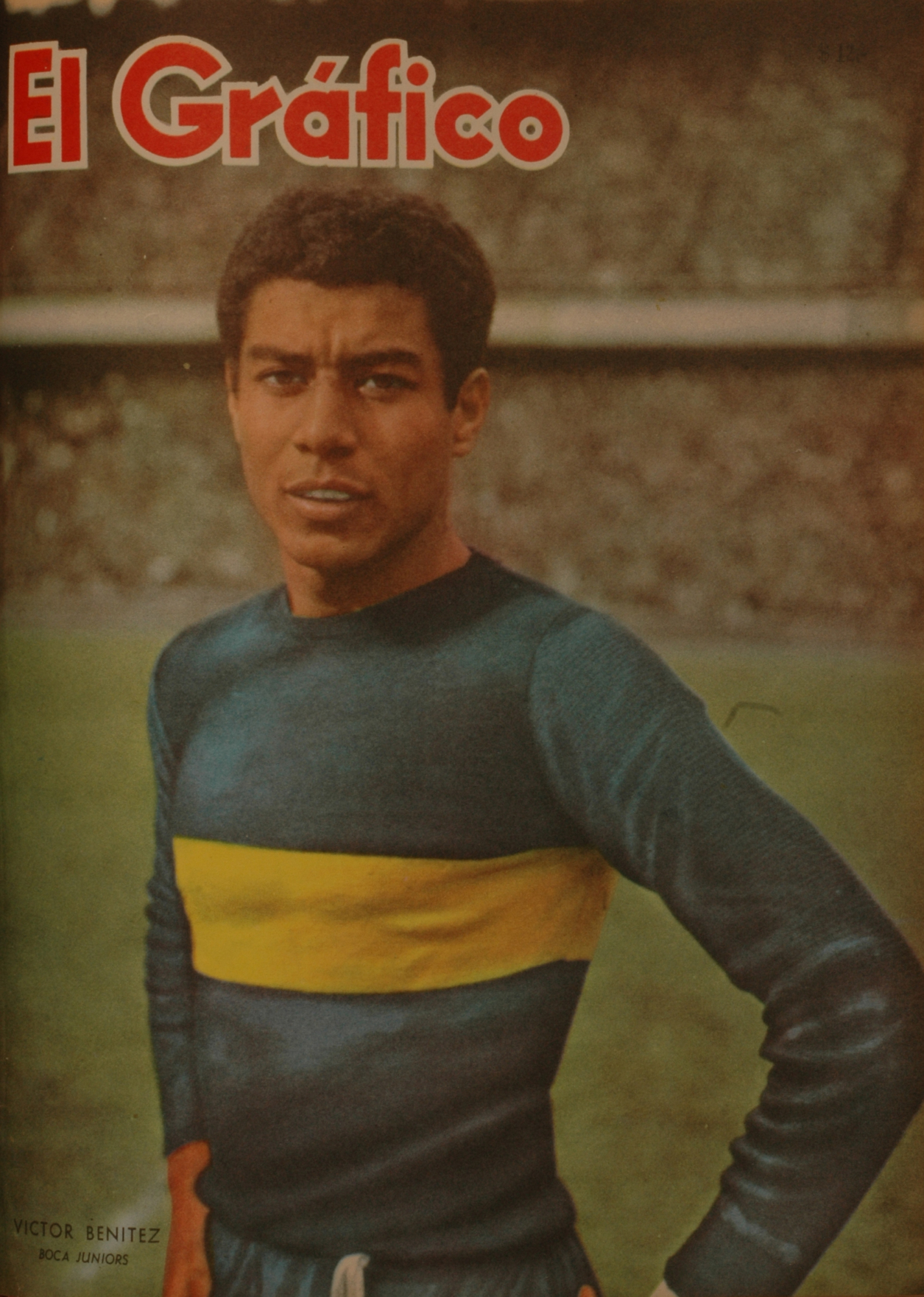
Víctor Benítez a Boca.